# Карл Валь
Карл Валь (нім. Karl Wahl; 24 вересня 1892, Ален — 18 лютого 1981, Фатерштеттен) — партійний діяч НСДАП, гауляйтер Швабії (1928-45), обергруппенфюрер СС (1 серпня 1944), член Академії німецького права (7 грудня 1935).

## Біографія
Карл Валь був молодшим з 13-ти дітей в сім'ї машиніста і в юнацькі роки здобув професію слюсаря. У 1910 році він на 2 роки пішов добровольцем в німецьку армію, в 2-й Баварський винищувальний батальйон (Ашаффенбург). Потім Валь закінчив санітарну школу.
З початком Першої світової війни Карл Валь був в чині фельдфебеля призваний на військову службу фронтовим санітаром, але вже в жовтні він був важко поранений, і повернувся на фронт лише в наступному році. У 1919 році, після закінчення війни, Карл Валь став керівником заснованої Фрідріхом Гессінгом лікарні в Геггінгені. У 1922 році він вступив в НСДАП і СА, став керівником СА Аугсбурга. Під час заборони НСДАП був членом Народного Блоку. 26 лютого 1925 року, після відновлення НСДАП, вдруге вступив в партію (партквиток № 9 803) і незабаром став ортсгруппенляйтера, а потім крайсляйтером Аугсбурга. У 1928 році був обраний членом баварського ландтагу. 1 жовтня 1928 року, коли було сформовано гау Швабія, Карл Валь був призначений його гауляйтером. У 1931 році Валь заснував в Швабії газету «Neue National-Zeitung» націоналістичної спрямованості.
12 листопада 1933 року був обраний депутатом Рейхстагу від округу Верхня Баварія-Швабія. У 1934 році Роберт Лей зробив спробу об'єднання гау Верхня Баварія і Швабія: гауляйтером об'єднаного гау Верхня Баварія-Швабія повинен був стати гауляйтер Верхньої Баварії Адольф Вагнер, а Валь повинен був стати його заступником, але за підтримки Адольфа Гітлера Валю вдалося зберегти самостійність. 1 червня 1934 року Валь був призначений урядовим президентом Швабії. 27 серпня 1934 року він вступив в СС (посвідчення №228 017), отримавши почесний чин группенфюрера СС.
2 лютого 1942 року Карл Валь надіслав листа Генріху Гіммлеру, в якому запитував, чому він, на відміну від інших гауляйтерів-членів СС, таких, як Вільгельм Мурр, Фріц Заукель або Фрідріх Гільдебрандт, що не був проведений в чин обергруппенфюрера. У своїй відповіді від 31 березня 1942 року Гіммлер писав, що це пояснюється тим, що Валь не був, як інші гауляйтери, рейхсштатгальтером. 16 листопада 1942 року Валь був призначений імперським комісаром оборони Швабії. Чин обергруппенфюрера СС він отримав лише 1 серпня 1944 року.
28 квітня 1945 року американська війська без бою зайняли столицю Швабії Аугсбург. Валь добровільно здався їм 10 травня, був узятий під арешт і інтернований. На Нюрнберзькому процесі Валь виступав як свідок. Сам він 16 грудня 1948 року був засуджений до трьох з половиною років в'язниці, причому 40 місяців перебування під арештом йому були зараховані. Його майно було конфісковано. У цей час він був фізично ослаблений, і провів кілька місяців у лікарні, тому звільнений він був лише 23 вересня 1949 року. Пізніше Валь працював агентом у фірмі з продажу вибілених тканин, а з 1958 по 1968 рік — керівником бібліотеки при фірмі «Messerschmitt AG» в Мюнхені.

## Нагороди
- Залізний хрест 2-го і 1-го класу
- Військовий хрест «За заслуги» (Баварія) 2-го класу з мечами
- Срібна медаль «За військові заслуги» (Вюртемберг)
- Нагрудний знак «За поранення» в чорному
- Золотий партійний знак НСДАП
- Почесний хрест ветерана війни з мечами
- Кільце «Мертва голова»
- Почесна шпага рейхсфюрера СС
- Почесний знак протиповітряної оборони 1-го ступеня
- Медаль «За вислугу років у НСДАП» в бронзі, сріблі і золоті (25 років)